# 埃米爾·貝爾坦號輕巡洋艦
埃米爾·貝爾坦號輕巡洋艦（法語：Émile Bertin）是一艘以法國著名軍艦設計師路易-埃米爾·貝爾坦命名的法國海軍輕巡洋艦。該艦的設計目的主要是在海軍中擔任佈雷艦與嚮導驅逐艦的角色；其設計佈局稍後成為後來的法國輕巡洋艦與重巡洋艦的設計基礎，而其後繼艦種拉加利索尼埃級輕巡洋艦受本艦影響尤其深遠。此外，本艦亦是首艘採用三聯裝主炮炮塔的法國巡洋艦。

## 作戰歷史
第二次世界大戰爆發之前，埃米爾·貝爾坦號輕巡洋艦主要在法國海軍中擔任由12艘空想級驅逐艦與沃克蘭級驅逐艦共同組成的大型驅逐艦艦隊的領隊旗艦，負責在大西洋上執行任務。1939年初，本艦移駐土倫。
埃米爾·貝爾坦號於1939年9月23日載運著57噸重屬於波蘭國家黃金儲備的黃金秘密抵達黎巴嫩，隨後又返回土倫。1940年初，在土倫接受改裝後，本艦在加那利群島週邊執行了一次偵察任務以確認該地沒有德國海軍艦艇的存在。
1940年4月上旬，本艦在法國布雷斯特的船塢進行修整，稍後成為盟軍負責支援挪威戰役的艦隊「Z群」的旗艦。除埃米爾·貝爾坦號外，Z群的組成艦艇還包括了排水量達2,400噸的大型驅逐艦「塔爾圖號」（Tartu）、「保羅騎士號」（Chevalier Paul）、「馬耶-佈雷澤號」（Maillé Brézé）、「風箏號」（Milan）與「雀鷹號」（Épervier），以及排水量1,500噸的驅逐艦「布雷斯特號」（Brestois）、「布洛涅號」（Boulonnais）與「可怖號」（Foudroyant）。同年4月19日，在納姆索斯戰役中，本艦遭到德國空軍以炸彈攻擊，隨後返回布雷斯特進行維修直至5月21日為止。本艦在挪威的戰鬥任務隨後由蒙卡姆號輕巡洋艦接替。
隨著戰事的推演，法軍敗象越加明顯；本艦遂於1940年中兩次載運著法蘭西銀行的儲備黃金自布雷斯特前往加拿大哈利法克斯；其中第一次航程是與貝亞恩號航空母艦一同前往。在埃米爾·貝爾坦號離港進行第二次航程不久後，德法雙方即簽署了《法國停戰協定》；本艦隨後接獲德軍命令將黃金運往法國海外領土馬丁尼克的首府法蘭西堡。英國皇家海軍做出了許多努力避免黃金落入德軍手中，但均徒勞無功；不過跟隨埃米爾·貝爾坦號一同離港的貨輪牧師號卻因速度不足而遭英軍攔截，隨後即被編入英軍水面艦隊中作為運輸艦使用。
在成功抵達馬丁尼克並卸下黃金後，埃米爾·貝爾坦號隨即進入作戰狀態，準備抵禦英軍的攻擊；但英國最終因美國方面的壓力而未發動攻擊。在接下來的兩年中，本艦均停泊於法蘭西堡而未出航。1942年5月16日，維琪政府因美國施壓而被迫下令移除埃米爾·貝爾坦號的所有動力元件。
1943年6月，本艦加入盟軍，歸由自由法國指揮；隨後在美國費城海軍造船廠接受了現代化改裝。埃米爾·貝爾坦號稍後返回地中海執行任務，並於1944年參與了盟軍入侵南法的龍騎兵行動，接著又沿著義大利的利古里亞海岸炮擊德軍陣地。
在地中海執行多項任務後，本艦返回土倫進行改裝，並持續停泊於該地直至1945年10月。接著本艦前往中南半島執行任務，並於1946年7月2日與圖爾維爾號重巡洋艦一同返回法國。埃米爾·貝爾坦號在1959年10月被軍方拆解前均作為海軍的炮術訓練艦使用。

### 圖書
- Draper, Alfred. . Cassel. 1979. ISBN 0-304-30068-3.

## 延伸閱讀
- David Miller (2001) The Illustrated Directory of Warships: From 1860 to the Present, Salamander Books, pp 214–215
- Jean Lassaque (2004) Le croiseur Emile Bertin 1933-1959, Marines éditions, ISBN 2-915379-05-X